# Islas Dannebrog
Las islas Dannebrog es un grupo de islas pequeñas, islotes rocosos y arrecifes ubicadas entre las islas Wauwermans y los islotes Vedel, en el archipiélago Wilhelm, frente a la costa oeste de la península Antártica.
Se encuentran al sudoeste del cabo Renard, formando la ribera sur del estrecho de Bismarck, separadas del continente por el canal Lemaire y de las islas Argentina por el pasaje Francés. La superficie total del grupo cubre un área aproximada de 21 kilómetros de diámetro.

## Historia y toponimia
Fueron descubiertas por la expedición antártica alemana de 1873-1874, al mando de Eduard Dallmann, quien las llamó islas Kaiser Wilhelm, en honor a Guillermo II de Alemania. Posteriormente, fueron cartografiadas por la Expedición Antártica Belga en febrero de 1898, al mando de Adrien de Gerlache de Gomery, quien las llamó islas Dannebrog en reconocimiento del apoyo que recibió por parte de Dinamarca. Dannebrog es el nombre con el que se la conoce a la bandera de Dinamarca. El nombre puesto por de Gerlache ha prevalecido sobre el original debido a que ha tenido gran aceptación y su uso se ha generalizado.

## Instalaciones
En la campaña antártica argentina de 1954-1955, la Armada Argentina instaló una baliza en uno de los islotes centrales.

## Reclamaciones territoriales
Argentina incluye las islas en el departamento Antártida Argentina dentro de la provincia de Tierra del Fuego, Antártida e Islas del Atlántico Sur; para Chile forman parte de la comuna Antártica de la provincia Antártica Chilena dentro de la Región de Magallanes y de la Antártica Chilena; y para el Reino Unido integran el Territorio Antártico Británico. Las tres reclamaciones están sujetas a las disposiciones del Tratado Antártico.
Nomenclatura de los países reclamantes: 
- Argentina: islas Dannebrog[6][7]
- Chile: islas Dannebrog[3]
- Reino Unido: Dannebrog Islands[4]